# Vilém Prokop Mlejnek
Vilém Prokop Mlejnek (19. února 1906, Praha – 29. července 1975, Rokytnice nad Jizerou) byl český hudebník, hudební skladatel, sbormistr a filmový herec.

## Život
Vystudoval klasické gymnázium a následně studoval v letech 1920–1935 na Pražské konzervatoři hru na violoncello, skladbu a dirigování. V roce 1925 studoval i v Paříži. V letech 1926–1945 hrál na violoncello v České filmarmonii.
V letech 1945–1946 vedl operu v Ústí nad Labem a v letech 1953–1954 operu v Kladně. V letech 1956–1959 byl šéfem činoherní hudby vinohradského Divadla československé armády. Současně působil jako sbormistr Filharmonického sboru. Dirigoval operu Studio, koncerty České filharmonie a Symfonického orchestru Českého rozhlasu. Věnoval se rovněž komorní hudbě.

## Dílo
- 1924 MLEJNEK, Vilém Prokop. Životem : cyklus písní pro alt s průvodem klavíru. Praha: vlastní náklad - v komisi u Fr. Chadíma, 1924.[2]
- 1956 František M. Novák a Zdeněk Hapala: Zvířátka a loupežníci : pohádka o 2 dílech, texty písní Z. Havlíček ; hudba V. P. Mlejnek, Praha : Dilia, 1956[3]
- 1959 Jaroslav Dietl: Nepokojné hody svaté Kateřiny, hudba k divadelnímu představení.[4]

### Práce pro rozhlas
- 1955 – Alexandr Vasiljevič Suchovo-Kobylin: Svatba Krečinského - hudba[5]
- 1956 – Marie Kubátová: Jak přišla basa do nebe : podkerkonošská báchorka o pěti obrazech - hudba[6]

### Filmografie

#### Herec
- 1938 Co se šeptá (režie: Hugo Haas) – student s kytarou a cellem,
- 1939 Jiný vzduch - hudebník,
- 1944 Rozina sebranec (režie: Otakar Vávra) – žebrák s píšťalkou,
- 1948 Železný dědek (režie: Václav Kubásek) – hudebník,
- 1949 Rodinné trampoty oficiála Tříšky (režie: Josef Mach) – člen pěveckého sboru.[7]

#### Autor filmové hudby
- 1944 Počestné paní pardubické[7]

#### Odborný poradce
- 1944 Bludná pouť - spolupráce, nedokončený film režiséra Václava Binovce
- 1945 Rozina sebranec - odborný poradce a dirigent
- 1946 Nezbedný bakalář - odborný poradce a dirigent
- 1946 Housle a sen, režie Václav Krška, životopisný film o houslistovi Josefu Slavíkovi) - odborný poradce.[7]